# Orden 1223 del NKVD
La Orden 1223 del NKVD, también conocida como Об оперативных мерах против антисоветских и социально враждебных элементов, erróneamente: О высылке антисоветских элементов из Литвы, Латвии и Эстонии, fue una orden firmada por Lavrenti Beria, jefe del NKVD, el 11 de octubre de 1939. De hecho, su título era "О введении единой системы оперативного учета антисоветских элементов, выявляемых агентурной разработкой", traducido "Sobre la Contabilidad Operativa de los Elementos Antisoviéticos y Socialmente Hostiles".
Durante mucho tiempo, el texto de la orden y su título exacto no estaban disponibles, y la información sobre ella se conoce a partir de referencias (incluyendo fecha y número) en las órdenes posteriores de la Seguridad del Estado. Por lo tanto, se solía confundir con las llamadas Instrucciones de Serov de 1941. Se observó esta confusión, por ejemplo, en el historiador finés Seppo Myllyniemi en 1979.
En 2012, el historiador ruso Aleksandr Diúkov tuvo acceso a documentos del Archivo Estatal del Servicio de Seguridad de Ucrania, en particular, a la Orden Nº 1223. En su colección de documentos, En víspera del Holocausto. El frente de los activistas lituanos y la represión soviética en Lituania, 1940-1941 (Накануне Холокоста. Фронт литовских активистов и советские репрессии в Литве, 1940 - 1941 гг.) el historiador publicó el texto de la Orden 1223, entre una gran colección de otros documentos de la época.
En la introducción, basándose en la lectura de los documentos, argumenta que las deportaciones fueron en realidad un resultado indirecto del trabajo descuidado del NKVD, que no podía contrarrestar el clandestino antisovietismo báltico con el trabajo cotidiano ordinario. La Orden 1223 de Beria se refería a la compilación de la lista de activistas antisoviéticos y fue acompañada de una detallada instrucción burocrática para llevar a cabo esta contabilidad, firmada por el Jefe del Departamento Especial Nº 1 del NKVD de la URSS, el capitán Petrov (Начальник 1 Спецотдела НКВД СССР, Капитан государственной безопасности ПЕТРОВ).